# Estação Capuava
A Estação Capuava é uma estação ferroviária, pertencente à Linha 10–Turquesa da CPTM, localizada no bairro de Capuava no município de Mauá. Foi aberta em setembro de 1920 como um posto telegráfico e, em 1960, seu prédio original foi substituído pelo que permanece até hoje.

## Características
| Sigla | Estação | Inauguração            | Integração               | Plataformas | Posição    | Notas                          |
| ----- | ------- | ---------------------- | ------------------------ | ----------- | ---------- | ------------------------------ |
| CPV   | Capuava | 15 de Setembro de 1920 | Bilhete Único da SPTrans | Laterais    | Superfície | Estação reconstruída pela EFSJ |

## Diagrama da estação
| 1 |

|  | ↑ a ↑ |

|  | ↓ b ↓ |

| 2 |

| 1 |

|  | ↑ a ↑ |

|  | ↓ b ↓ |

| 2 |

| 1 |

|  | ↑ a ↑ |

|  | ↓ b ↓ |

| 2 |

| 1 |

|  | ↑ a ↑ |

|  | ↓ b ↓ |

| 2 |